# كريس كونراد
كريس كونراد (بالإنجليزية: Chris Conrad)‏ هو لاعب كرة قدم أمريكية أمريكي، ولد في 27 مايو 1975 في فوليرتون في الولايات المتحدة.

## وصلات خارجية
- كريس كونراد على موقع مرجع كرة القدم المحترفة.كوم (الإنجليزية)